# فهرس المقالات المتعلقة بالأردن
تشمل المقالات (المرتبة أبجديًا) المتعلقة بالأردن :

## 0-9
- 1948 الحرب العربية الإسرائيلية
- اتفاقيات هدنة عام 1949
- 1967 الحرب العربية الإسرائيلية
- 1973 الحرب العربية الإسرائيلية (أكتوبر)
- 2011 احتجاجات الأردن

## أ
- الأردن
- الإسلام في الأردن
- أردنيون بارزون
- الأردن في الأولمبياد
- الأمير فيصل بن الحسين
- الأحزاب السياسية في الأردن
- أرقام الهواتف في الأردن
- الاتصالات السلكية واللاسلكية في الأردن
- أشخاص من الاردن
- الاقتصاد الأردني
- اربد
- أم قيس
- أم زويتينة
- أهل الهمة
- إنفاذ القانون في الأردن
- أفلام منتجة في الأردن
- أيلول الأسود في الأردن
- الفيلق العربي
- الانتخابات في الأردن
- إمارة شرق الأردن
- اتفاقيات الهدنة (1949)
- الإدارة الأردنية للضفة الغربية
- اتفاقية التجارة الحرة بين الأردن والولايات المتحدة
- الأزرق ، الأردن
- ألوية الأردن
- الاحتجاجات الأردنية (2011)
- الاتجار بالبشر في الأردن
- إمدادات المياه والصرف الصحي في الأردن
- الأيدز (فيروس نقص المناعة البشرية) في الأردن

## ب
- بوابة: الأردن
- البتراء
- البنك المركزي الاردني

- البرلمان الأردني
- بورصة عمان

## ت
- تاريخ الاردن
- التعليم في الاردن
- التعليم الطبي في الأردن
- التصنيف الدولي للأردن
- التلفزيون الأردني
- تاريخ البريد والطوابع البريدية في الأردن

## ث
- الثقافة الأردنية
- ثدييات الأردن

## ج
- الجامعات الأردنية

- الجامعة الأردنية
- جامعة العلوم والتكنولوجيا الأردنية
- جامعة الزرقاء الخاصة
- جامعة جدارا
- جامعة البتراء
- جغرافيا الأردن
- جبل نيبو (الأردن)
- جواز السفر الأردني
- الجمعية العلمية الملكية
- جمعية الكشافة الأردنية والمرشدات

## ح
- الحدود الأردنية
- الحرب العربية الإسرائيلية (1948)
- الحرب العربية الإسرائيلية (1967)
- الحرب العربية الإسرائيلية (أكتوبر)(1973)
- حرب أكتوبر (الحرب العربية الإسرائيلية 1973)
- حرب الأيام الستة (1967 الحرب العربية الإسرائيلية)
- الحرس الملكي
- حرية الدين في الاردن
- حقوق الإنسان في الأردن
- حدائق الحسين العامة
- الحسينيات
- حقوق المثليين في الأردن (حقوق المثليين)

## خ
- خط خلافة العرش الأردني
- الخطوط الجوية الأردنية

## د
- الدين في الاردن
- دائرة المخابرات العامة الأردنية
- ديموغرافيات الأردن
- دستور الاردن
- الدينار أردني

## ر
- الربيع العربي في الأردن (2011)
- الرياضة في الاردن
- الرتب العسكرية الأردنية
- رؤساء وزراء الأردن
- الركبان

## ز
- الزرقاء
- الزراعة في الأردن
- زفاف الأمير الحسين ورجوة آل سيف

## س
- السياسة الاردنية
- سلاح الجو الملكي الأردني
- السياحة في الاردن
- السلط
- ساكب
- سمير الرفاعي
- سوريون في الاردن
- السياسات المائية في حوض نهر الأردن

## ش
- منطقة شرق الأردن
- شطنا
- شركات الاردن

## ص
- الصحة في الاردن
- صقور الملكية الأردنية
- صحف في الاردن
- الصخر الزيتي في الأردن

## ط
- الطريق السريع 65 (الأردن)
- طيور الاردن
- الطاقة النووية في الأردن

## ع
- العلوم والتكنولوجيا في الأردن
- العلاقات اليونانية الأردنية
- العلاقات الخارجية الأردنية
- العلاقات الأردنية السورية
- العطل الرسمية في الأردن

## ف
- فلسطينيون في الأردن
- الفن في الاردن

## ق
- القوات المسلحة الأردنية
- قوة حدود شرق الأردن
- القوة البرية الملكية الأردنية
- القوة البحرية الملكية
- قوات العمليات الخاصة (الأردن)
- قوة البادية
- قانون التكفير في الأردن
- قائمة شركات الطيران في الأردن
- قائمة مطارات الأردن
- قائمة مدن الأردن
- قائمة شركات الأردن
- قائمة المستشفيات في الأردن
- قائمة الأفلام الأردنية
- قائمة الأردنيين
- قائمة ملوك الأردن
- قائمة ثدييات الأردن
- قائمة المحميات الطبيعية في الأردن
- قائمة الصحف في الاردن
- قائمة أعلام اربد
- قائمة الأحزاب السياسية في الأردن
- قائمة رؤساء وزراء الأردن
- قناة ATV الاردن
- قانون حقوق الطبع والنشر الأردني
- قائمة مخيمات اللاجئين السوريين في الأردن

## ك
- الكاثوليكية الرومانية في الأردن
- الكشافة في الأردن

## ل
- لوحات تسجيل المركبات الأردنية

## م
- ملوك الاردن
- الملك طلال بن عبدالله بن الحسين
- محافظات الأردن
- محافظة الزرقاء
- محافظة جرش
- محافظة معان
- مدن في الأردن
- مجلس الوزراء الأردني
- مجلس الأعيان الأردني
- مجلس النواب الأردني
- معركة الكرامة
- معركة اللطرون (1948)
- المرأة في الأردن
- المسيحية في الأردن
- مخيم الأزرق للاجئين
- مخيم الزعتري للاجئين
- مخيم مراجيب الفهود الإماراتي
- مركز الدراسات الإستراتيجية الأردن
- المطارات في الأردن
- مكتب الملك عبدالله للتصميم والتطوير
- مراكز الاصلاح في الاردن
- المجلس الأعلى للسكان
- المستشفيات في الاردن
- معاهدة السلام الإسرائيلية الأردنية

- المنشأة الأردنية للتخزين الإشعاعي

## ن
- النقل في الأردن

## ھ
- هيئة الطاقة الذرية الأردنية
- هيئة الاستثمار الأردني
- هانية مفتي

## و
- وكالة الأنباء الأردنية
- وزارة التعليم العالي والبحث العلمي (الأردن)
- وسام الكوكب الأردني